# Verrat von Novara
Als Verrat von Novara wird ein Ereignis bezeichnet, das sich im Jahr 1500 im Zusammenhang mit den Auseinandersetzungen um die Herrschaft über Italien ereignete.

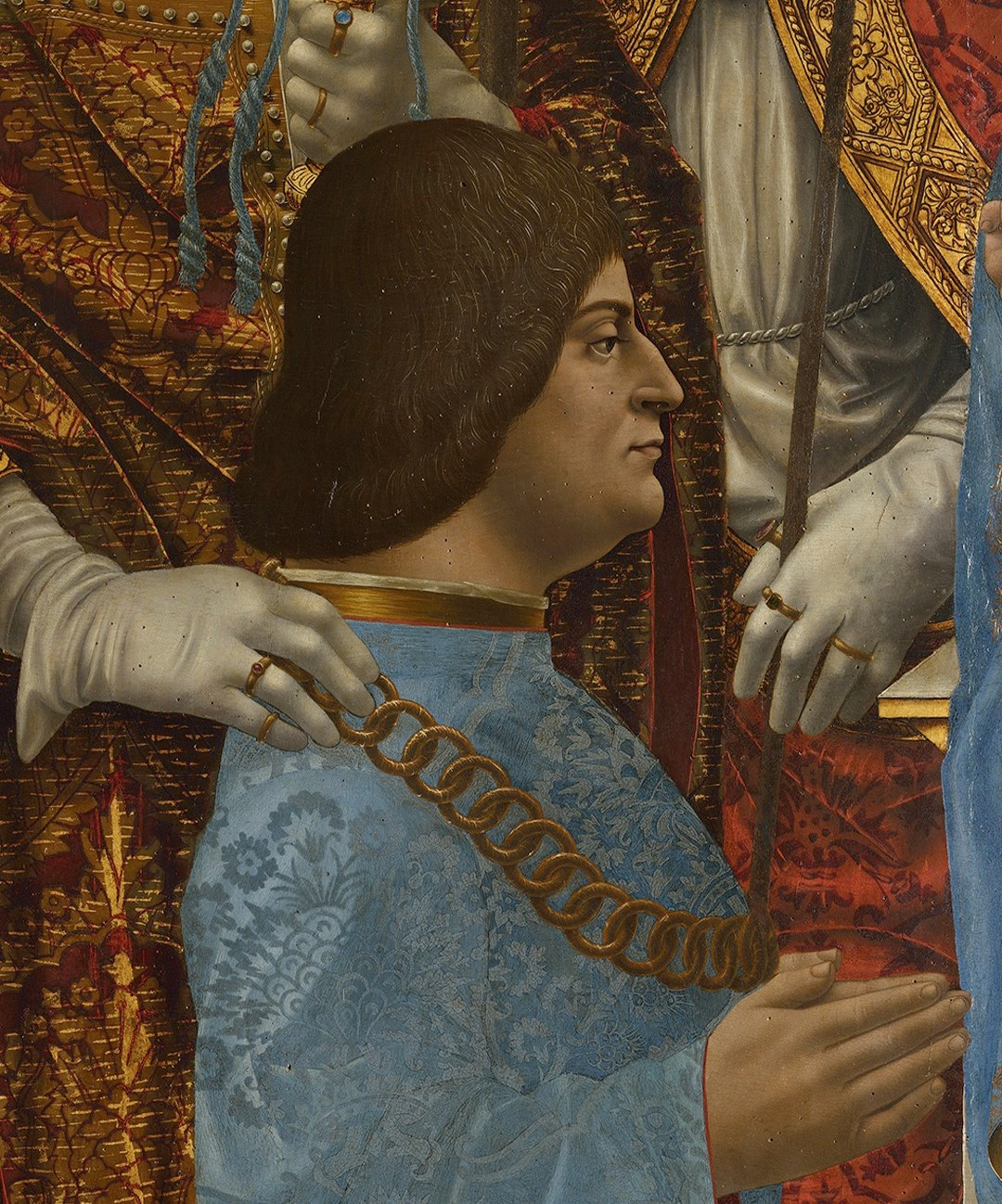
Ludovico Sforza, Gemälde von Francesco Napoletano, um 1494 (Ausschnitt aus dem Sforza-Altar, Pinacoteca di Brera, Mailand)

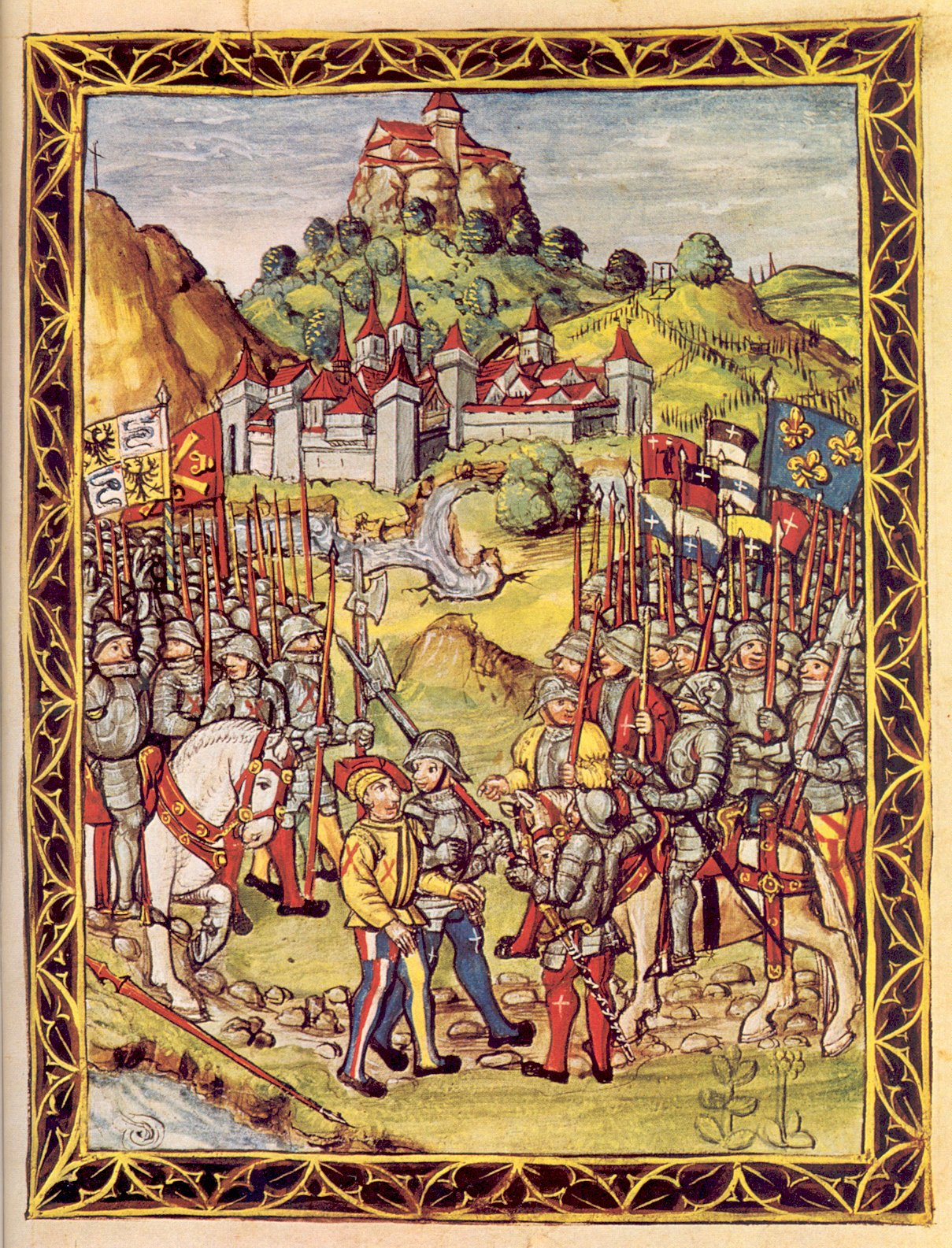
Der «Verrat von Novara» – eidgenössische Söldner übergeben den Herzog von Mailand an die Franzosen (Luzerner Chronik 1513)

## Ausgangslage
Gegen Ende des 15. Jahrhunderts waren neben dem Kirchenstaat und der Republik Venedig das Königreich Neapel und das Herzogtum Mailand von machtpolitischer Bedeutung. König Karl VIII. von Frankreich machte Erbansprüche auf Neapel geltend und eroberte 1495 das Königreich, wurde aber durch den Bund zwischen Papst Alexander VI., dem römisch-deutschen König Maximilian I., Ferdinand II. von Neapel und anderen wieder aus Italien vertrieben (siehe: Italienische Kriege).

## Konflikt zwischen Frankreich und Mailand
Nach Karls Tod 1498 eroberte sein Nachfolger König Ludwig XII. mit Hilfe von rund 5000 eidgenössischen Söldnern im Herbst 1499 das Herzogtum Mailand, auf das er als Enkel der mailändischen Prinzessin Valentina Visconti Ansprüche erhob. Im Frühjahr 1500 eroberte der Herzog von Mailand Ludovico Sforza («Il moro»), sein Herzogtum ebenfalls mit der Hilfe von rund 5000 eidgenössischen Söldnern zurück.
Bei Novara standen sich schließlich das mailändische und das französische Heer gegenüber, beide durch eidgenössische Truppen verstärkt: Die rund 6000 Schweizer Moros verteidigten die Stadt, die 10.000 Schweizer Ludwigs XII. belagerten sie.
Die eidgenössische Tagsatzung versuchte zu vermitteln und zu verhindern, dass sich bezahlte Eidgenossen gegenseitig bekämpften und Brüder gegen Brüder und Väter gegen Söhne kämpften. Ludwig XII. stimmte schließlich einem freien Abzug der Schweizer zu, Ludovico Sforza sollte jedoch ausgeliefert werden. Die Schweizer beschlossen jedoch, den Herzog als Söldner zu verkleiden und ihn in ihren eigenen Reihen aus der Stadt zu führen.

## Verrat an Sforza
Beim Abmarsch aus der Stadt am 10. April 1500 hatten die abziehenden Söldner die Gasse der belagernden Eidgenossen zu passieren. Darunter standen französische Hauptleute, die den Abzug kontrollierten. Als Ludovico Sforza vorbeischritt, wurde er durch den Kriegsknecht Hans (auch Rudolf) Turmann aus dem Kanton Uri durch ein Zeichen verraten. Der Herzog wurde aus den Reihen geholt und in französische Gefangenschaft weggeführt. Er starb acht Jahre später in einem Gefängnis im Schloss Loches im Loiretal.
Der Landvogt (bailly) von Dijon gab Turmann für seinen Treuebruch zweihundert Kronen, was dem fünffachen Jahressalär eines Söldners entsprach. Er blieb zuerst in Frankreich und, als er glaubte, es sei Gras über die Sache gewachsen, kehrte er nach drei Jahren nach Uri zurück. Er wurde jedoch sofort festgenommen und angeklagt. Schon am folgenden Tag wurde er im Schächenwald ob Altdorf enthauptet. Nach anderen Quellen (HLS) wurde Turmann bereits 1501 hingerichtet.

## Literarische Verarbeitung
- Cäsar von Arx: Der Verrat von Novara. Schauspiel in drei Akten. Sauerländer, Aarau 1934.
- Alex Capus: Der Verrat von Novara. In: Alex Capus: 13 wahre Geschichten. Deuticke, Wien u. a. 2004, ISBN 3-216-30738-7.